# Zemský okres Kulmbach
Zemský okres Kulmbach (německy Landkreis Kulmbach) je zemský okres v německé spolkové zemi Bavorsko, ve vládním obvodu Horní Franky. Sídlem správy zemského okresu je město Kulmbach. Má přibližně 73 tisíc obyvatel. 

## Města a obce
| Města: 1. Kulmbach 2. Kupferberg 3. Stadtsteinach | Obce: 1. Grafengehaig 2. Guttenberg 3. Harsdorf 4. Himmelkron 5. Kasendorf 6. Ködnitz 7. Ludwigschorgast 8. Mainleus 9. Marktleugast 10. Marktschorgast 11. Neudrossenfeld 12. Neuenmarkt 13. Presseck 14. Rugendorf 15. Thurnau 16. Trebgast 17. Untersteinach 18. Wirsberg 19. Wonsees |